# Clubul Sportiv Universitar Metal Galați
Il Metal Galați è un club di pallavolo femminile con sede a Galați, in Romania. Milita nella Divizia A1, la massima serie del campionato rumeno.

## Palmarès
- Campionato rumeno: 4

2006-07, 2007-08, 2008-09, 2009-10
- Coppa di Romania: 3

2006-07, 2007-08, 2008-09

## Ex giocatrici
- Verónica Gómez (1985-2012)